# Ráby
Ráby è un comune del distretto di Pardubice, nell'omonima regione della Repubblica Ceca.